# Juan Rodríguez Perdono
Juan Carlos Rodríguez Perdono (ur. 23 maja 1958) – kubański zapaśnik walczący w stylu wolnym. Olimpijczyk z Moskwy 1980, gdzie odpadł w eliminacjach w wadze 57 kg.
Zajął szóste miejsce na mistrzostwach świata w 1977. Wicemistrz igrzysk panamerykańskich w 1979. Czwarty w Pucharze Świata w 1978 roku.